# Ловчев, Евгений Серафимович
Евге́ний Серафи́мович Ло́вчев (род. 29 января 1949, Крюково, Московская область) — советский футбольный защитник и тренер, российский функционер, обозреватель, мини-футбольный тренер. Мастер спорта СССР международного класса (1974). Заслуженный мастер спорта России (2004).

## Биография

### Детские и юношеские годы
В детстве занимался разными видами спорта — от баскетбола до лыж, но более всего любил футбол. Узнав летом 1961 года, что на Ширяевом поле тренируются спартаковские мальчишки, сразу перешёл в спортивную секцию близ этой площадки. Однако задержался в ней недолго: спартаковские ребята уехали на лето в Тарасовку, а Ловчева, как не зачисленного ещё в команду, оставили дома. В итоге пришёл на стадион «Буревестник» (в Самарском переулке, в том самом месте, где сейчас спортивный комплекс «Олимпийский»). На первой тренировке забил два мяча, и тренер — в прошлом защитник ЦДКА Иван Кочетков сказал ему: «Завтра приноси документы. Заявляем тебя на первенство Москвы, будешь играть в нападении». Тем не менее, в итоге он дебютировал как защитник, поскольку команда испытывала потребность именно в этом амплуа.
Через некоторое время в клубе «Буревестник» закрыли футбольное отделение, и Ловчева приняли в команду ДЮСШ «Юность» Дзержинского района Москвы, а потом и в экспериментальную школу «Буревестник».

### Карьера футболиста

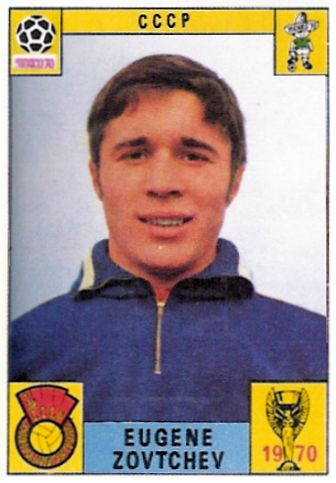
Участник чемпионата мира 1970 года

В 1969 году по приглашению Никиты Симоняна из «Буревестника» перешёл в «Спартак» (Москва). При этом он сразу был взят в основу, минуя дублирующий состав. В первый же «спартаковский» год стал чемпионом страны.
В 1969 году также дебютировал за сборную СССР, играл в отборочных матчах и матчах финального турнира мирового первенства.
За сборную СССР сыграл 52 матча, забил 1 гол (Тунису в товарищеской игре). За олимпийскую сборную СССР сыграл 12 матчей.
В 1970 году Ловчев навсегда вошёл в футбольную историю как игрок, который одним из первых получил жёлтую карточку в официальном футбольном матче (Мексика — СССР на Чемпионате мира по футболу 1970 года). По одной из версий, он получил первую в истории жёлтую карточку, однако, исходя из официальных документов ФИФА, первым футболистом считается Кахи Асатиани, затем был Гиви Нодия, а его — только третья по счету.
Бронзовый призёр Олимпийских игр 1972. Участник чемпионата мира 1970. Играл в составе сборной мира в прощальном матче Гарринчи в Рио-де-Жанейро в декабре 1973 года. Участник отборочного турнира ЧЕ 1972.
В 1972 был признан лучшим футболистом СССР.
В 1976 вместе с командой вылетел в 1-ю лигу. С приходом в команду Константина Бескова Ловчев постепенно потерял место в составе и перешёл в 1978 в «Динамо» (Москва). Однако сезон 1978 года ему так и не дали сыграть, а на следующий сезон, едва начав, получил травму — в игре против «Шахтёра» в Донецке порвал мышцу.

#### Стиль игры
Быстрый, инициативный, хорошо взаимодействовал с партнёрами. Ловчев был способен и остановить атаку соперника, и точным пасом начать свою. Обладал качествами лидера.

### Послеигровая деятельность
После окончания карьеры игрока работал тренером с командами: «Крылья Советов» Самара (1980) (именно в куйбышевской команде Ловчев и завершил карьеру игрока, проведя в ней последние полсезона), «Металлург» Златоуст (1981—1983), «Локомотив» Челябинск (1986—1987), «Дружба» Майкоп (1989). Для возможности обучения в высшей школе тренеров вступил в КПСС, но во время перестройки добровольно покинул ряды партии.
Президент футбольных клубов звёзд эстрады «Фортуна» (1990—1991), «Старко» (1992—1996).
С 1999 года до прекращения существования клуба в 2008 году — президент и главный тренер московского мини-футбольного клуба «Спартак». В сезоне 2000/01 стал с ним чемпионом России, в разные годы также брал с ним кубок и суперкубок.
В 2001—2003 годах — главный тренер сборной России по мини-футболу. Ездил с ней на чемпионат Европы 2003 года, где россияне выступили неудачно, не сумев выйти в плей-офф.
Занимает множество различных должностей. Председатель международного физкультурно-спортивного общества «Спартак» (назначен в декабре 2017 года Минюстом России). Является президентом любительского фестиваля-объединения «Футбол». Президент спартаковской футбольной школы. Посол Сочи на чемпионате мира по футболу 2018 года. Являлся советником президента ФК «КАМАЗ» и мэра Набережных Челнов Наиля Магдеева (с ноября 2017 года).
В 2010 году в интервью говорил, что занимается строительным бизнесом.
В городах России регулярно проводятся турниры по футболу и мини-футболу среди детских команд на призы (и кубок) лучшего футболиста СССР Евгения Ловчева.
Будучи амбассадором одной из букмекерских компаний, в апреле 2022 года тренировал медиафутбольную команду «БроукБойз», которую спонсировал другой букмекер, из-за этого покинул «БроукБойз».

#### Карьера журналиста
Является штатным обозревателем газеты «Советский спорт», частый гость различных футбольных передач, таких как «90 минут Плюс» на НТВ-Плюс и «Футбол России» на канале «Россия-2». Регулярно выступает в качестве эксперта в передачах «Матч ТВ».
В рамках газеты «Советский спорт» были изданы «Дневники Евгения Ловчева» — истории о российском футболе.
Ведёт программу «Команда Ловчева» по воскресеньям на радиостанции «Комсомольская правда».
Ведёт воскресные выпуски передачи «Полевая кухня» на радиостанции «Вести ФМ». Также работает на радио «Маяк» в качестве приглашённого эксперта в программе «Мастера Спорта» (название с 2014 года). Зачастую приходит в выходные и по приглашению ведущих обсудить значимые события дня. Это, например, игры сборной, «вывески» тура РФПЛ или рассуждения о футбольном будущем РФ и мира.

## Достижения
В качестве игрока
- Бронзовый призёр Олимпийских игр: 1972
- Чемпион СССР: 1969
- Серебряный призёр чемпионата СССР: 1974
- Бронзовый призёр чемпионата СССР: 1970
- Обладатель Кубка СССР: 1971
- В списках 33 лучших футболистов СССР 7 раз: 4 раза под № 1 (1969, 1972, 1973, 1975), дважды под № 2 (1970, 1974), под № 3 (1976(о))
- Лучший (1972) и третий (1975) футболист СССР (по результатам опроса еженедельника «Футбол»)

В качестве тренера
- Чемпион России по мини-футболу: 2000/01
- Обладатель Кубка России по мини-футболу: 2002
- Обладатель Суперкубка России по мини-футболу: 2003
- Победитель Норильского Суперфинала по медиафутболу (проведён в формате мини-футбола): 2024

## Награды
- Медаль «В ознаменование 100-летия со дня рождения Владимира Ильича Ленина» (1970)
- Кавалер Ордена Дружбы (2001)
- Благодарность Президента РФ за заслуги в области физической культуры и спорта (14 февраля 2007)

и другие.

## Личная жизнь
Четырежды женат. Сын от первого брака Евгений (род. 1975) также был футболистом, сыграл 8 матчей за сборную Казахстана.
В 2004 году участвовал в телеигре «Сто к одному», играя за команду звёзд «Спартака» против редакции журнала «Мой футбол».